# Sanatorio Banti
Il sanatorio Banti è un edificio ospedaliero situato in via di Fontesecca 232 tra Pratolino e Montorsoli, nel comune di Vaglia. È considerato uno dei più interessanti esempi di architettura ospedaliera del XX secolo in Toscana.

## Storia
Nel 1934 l'amministrazione provinciale decide di edificare un istituto post-sanatoriale in località Pratolino, luogo che per la salubrità dell'aria, la ricchezza di boschi e la lontananza dalla città sembra la sede ideale per la cura della tubercolosi; il terreno individuato viene ceduto gratuitamente dalla famiglia Demidoff, proprietaria dei vicini parco e villa di Pratolino.
La progettazione e la costruzione dell'edificio sono a cura dell'ufficio tecnico dell'Infps, all'interno del quale operano i due progettisti, gli ingegneri Giocoli e Romoli: tale progettazione si configura come un vero e proprio work in progress, conducendo tra il 1935 ed il 1938 a quattro diversi progetti esecutivi. I lavori, eseguiti nella prima fase dalla ditta Callisto Pontello, vengono ufficialmente avviati il 24 giugno 1934, alla presenza dell'onorevole Bottai. Sin dall'inizio il cantiere presenta serie difficoltà, legate prevalentemente alla scarsa consistenza del terreno; ciò determina un costante superamento dei tempi e rende assai tesi i rapporti tra l'impresa e la direzione dei lavori. Nonostante una revisione del contratto con l'impresa (18 febbraio 1936) e un'ulteriore proroga dei tempi, nell'aprile del 1937 viene scisso il contratto con la Pontello, sostituita dalla ditta Arganini di Roma. I lavori sono nuovamente avviati nel maggio successivo e finalmente conclusi nell'autunno del 1939.
Il Sanatorio di Pratolino, intitolato al medico Guido Banti, viene inaugurato senza clamori il 28 ottobre del 1939.
Successivamente alla fine della guerra e congiuntamente alla notevole riduzione della patologia tubercolare, l'edificio è trasformato in attrezzatura ospedaliera, funzione che continua a svolgere sino al 1989.
Terminata la funzione sanatoriale e ospedaliera, dopo aver ospitato una comunità di curdi ed albanesi e profughi somali durante la guerra in Somalia, l'ospedale è oggi del tutto inutilizzato e in alcune parti denota gravi fenomeni di degrado e di abbandono. Nel settembre del 1997 l'amministrazione dell'INAIL ha richiesto alla proprietà l'acquisto dell'edificio per trasformarlo in un albergo da inserire tra le attrezzature per i pellegrini del Giubileo. Decaduta tale ipotesi si sta studiando l'ipotesi di trasformarlo in sede della scuola regionale di formazione sanitaria manageriale, progetto a cura dell'architetto Marco Cardini del gennaio 2001.

## Descrizione

### Ubicazione
Il complesso è situato all'estremità sud occidentale del territorio di Vaglia, sul confine con le propaggini settentrionali del comune di Sesto Fiorentino, ed è caratterizzato per la notevole panoramicità dell'area su cui insiste: situato alle pendici del sistema collinare e boscato di Monte Morello e di Monte Senario, il lotto del Banti è interamente esposto a mezzogiorno e circondato da dorsali alberate che lo proteggono dai venti di tramontana; notevole anche la panoramicità verso fondovalle, giacché i 500 metri di altitudine e gli 8 chilometri di distanza da Firenze garantiscono una splendida veduta sia sulla piana e la città sia sulle colline circostanti. L'area del Banti è costituita da un ampio quadrilatero delimitato ad ovest dalla via di Fontesecca, percorso dal profilo sinuoso che collega la via Bolognese con il Monte Morello e l'abitato di Sesto, a sud e ad est dal parco alberato di Vaglia e a nord dalla proprietà attigua; sull'altro fronte della strada (in territorio comunale di Sesto) sono situate le strutture ospedaliere dell'ex sanatorio Luzzi, in parte ancora oggi funzionanti. Per quanto concerne l'organizzazione del lotto, caratterizzato da un terreno a discreta pendenza, questo è attraversato longitudinalmente da una strada di servizio che, a partire dall'ingresso con portierato conduce all'edificio ospedaliero, perimetrandolo, e infine verso monte al padiglione dell'anagrafe canina, semplice edificio a pianta rettangolare e copertura a padiglione precedente all'edificazione del Banti; le architetture sono concentrate sul versante occidentale del lotto, separato dalla strada da un muro di recinzione, mentre quello orientale è attrezzato a parco, con terrazzamenti alberati a caducifoglie e sempreverdi nella porzione meridionale e con vialetti a formare un parterre, a prato ed alberato, nel quale sono posizionati alcuni piccoli padiglioni.

### L'esterno
Il complesso del sanatorio, della palazzina del portiere e del portale d'ingresso sono caratterizzati da un maturo lessico razionalista, esplicitamente informato a quella combinazione di calibrata stereometria, pacato classicismo e sobria mediterraneità che connota molti degli interventi architettonici dell'era fascista, con una chiara attenzione al dibattito internazionale sul carattere e la tipologia dell'architettura ospedaliera. Tale carattere funzionale e razionale è ulteriormente enfatizzato dal deciso contrasto tra il paesaggio collinare e boscato dell'intorno e la purezza geometrica delle forme come dell'impianto, che fanno di questo edificio uno degli esempi più interessanti nel panorama dell'architettura toscana fra le due guerre.

### Ingresso e palazzina del portiere
Il portale di accesso è caratterizzato da un portico ad esedra nel quale i tre fornici architravati scanditi da pilastri si ammorsano al volume aggettante della palazzina del portiere. Tale edificio, con impianto articolato e volumetria compatta sviluppata su due piani fuori terra, è caratterizzato dalla soluzione razionalista dell'impaginato delle facciate, concepite come puri reticoli geometrici in cui si ritagliano le aperture; il fronte principale è caratterizzato al piano terra da porte finestre protette da tettoia (ingresso all'atrio segnalato da una finestra a nastro verticale) e dall'aggetto del piano soprastante ed al piano superiore da semplici finestre rettangolari; gli altri fronti, anch'essi caratterizzati dal gioco degli aggetti e degli scarti dei volumi, presentano semplici finestre rettangolari. Dal piccolo portico in facciata si accede a un atrio con scala a tre rampe e alla portineria, con affaccio finestrato sul portico a esedra dell'ingresso centrale; al piano terra sono situati l'autorimessa, la sala d'attesa e gli archivi; al primo gli uffici e l'abitazione del portiere.

### Sanatorio
Presenta un impianto articolato, risultante dalla somma di due corpi longitudinali slittati e raccordati al centro da un'ala trasversale; a tale articolazione planimetrica corrisponde l'estrema compattezza dei volumi che si qualificano come corpi a sviluppo orizzontale coagulati attorno al tema centrale dell'ingresso convesso e della torre dei collegamenti verticali, punto di riferimento visivo fondamentale per il paesaggio circostante. La rigorosa volumetria dell'impianto è movimentata dal gioco delle altezze: due piani fuori terra per il corpo dell'ingresso, 5 e 6 piani per le ali dei reparti, 7 piani per la torre dei collegamenti. benché informati al medesimo lessico razionalista, i fronti sono tratti diversamente in relazione alla funzione ed alla rappresentanza: più semplificato quello orientale, caratterizzato da una maggiore ricercatezza formale quello verso valle. La facciata occidentale presenta al centro i due corpi dell'ingresso e della torre, ambedue caratterizzati dal rivestimento in lastre di travertino dell'intera cortina muraria: il primo è dato da un volume curvilineo e convesso dal disegno rigorosamente simmetrico nel cui asse è situato uno pseudo portico, con antistante scala, la cui copertura diviene balcone per la loggetta del piano superiore; alle tre aperture (un portale ed una finestra per lato) del sistema portico-loggia si aggiungono le tre finestre su ciascuno dei due lati. Tale volume costituisce un evidente raccordo compositivo tra le due ali e genera all'interno una corte (triangolare con un lato curvilineo) sulla quale affacciano i locali dei piani terra e primo. La torre, vero e proprio asse compositivo del sistema, presenta due nastri verticali in vetrocemento che la tagliano per tutta l'altezza sui lati ovest e sud e, in corrispondenza dell'ultimo livello, una serie di aperture a feritoia su tutti i fronti (3 e 4 per lato), evidente richiamo all'architettura fortificata medievale. Le due ali, corrispondenti alle camerate, si articolano su cinque piani fuori terra e sono scandite orizzontalmente al piano terra dalla fascia basamentale in travertino, nella quale sono ritagliate le aperture modulari delle finestre, ai piani primo, secondo e terzo dal segno continuo delle balconate sulle quali si aprono le porte finestre e infine dalla parete completamente vetrata delle verande elioterapiche, aperte su questo fronte e completamente murate sull'altro. I due lati minori, nord e sud, sono caratterizzati dal medesimo tema della fascia basamentale in travertino e propongono in parte la continuazione delle balconate ed in parte una teoria di finestre e luci corrispondenti all'interno al nucleo dei servizi. Il fronte sul retro è caratterizzato da una partitura intonacata con basamento in travertino nella quale aggettano o si ritagliano i volumi stereometrici dei vani scala, concepiti come nastri verticali di vetro cemento; tale cortina è scandita su tutti i piani da una serrata teoria di semplici finestre.

### Gli interni
Per quanto concerne la distribuzione interna, al piano seminterrato (corrispondente ad una sezione del volume convesso dell'ingresso) sono situati i magazzini; al piano terra, il portico immette in un atrio sul quale affacciano simmetricamente gli uffici della segreteria e dell'accettazione; da qui si accede al corridoio curvilineo con, in asse con il portale, saletta di aspetto ad esedra chiusa dalle scale a tenaglia di accesso all'interrato. Le ali nord e sud presentano tutte un ampio corridoio centrale e longitudinale che distribuisce ai servizi, alle sale ed alle camerate. Al piano terra l'ala nord, raccordata all'atrio tramite il vano quadrato delle scale, contiene i vani dei servizi e della lavanderia; quella a sud le cucine, il refettorio, i magazzini e gli spogliatoi per il personale. Al piano primo il volume convesso dell'ingresso è adibito a magazzini ed affaccia sulla corte interna tramite un balcone a forma curvilinea; l'ala nord, adibita a reparto ortopedico, presenta verso valle un soggiorno ed una teoria di 5 camerate a sei letti e verso monte il blocco dei servizi di reparto; l'ala sud si divide in una prima porzione dove sono situati le stanze per le visite specialistiche e la cappella (ampio vano rettangolare con tre finestre sulla corte interna, abside rettangolare ed altare in marmo) e una seconda adibita a reparto, con 4 camere a 6 letti verso valle e camere per gli isolati verso monte; nel braccio trasversale di collegamento sono situate la radiologia ed i laboratori. I piani secondo e terzo presentano il medesimo impianto (ali con corridoio longitudinale, camerate a valle e servizi di reparto a monte) con la variante che nel braccio trasversale al piano secondo sono situati delle camerette, il magazzino e la farmacia, al terzo il cinema teatro (ora archivio lastre) dotato di cabina di proiezione, palcoscenico e cabine. Il piano quarto è caratterizzato dalle grandi verande elioterapiche che si estendono per l'intero sviluppo di ciascuna delle due ali dei reparti; queste sono costituite da un vano a pianta rettangolare con pilastri e travi ricalate emergenti dal lato finestrato e parete continua e murata sull'altro. A valle sono situati gli alloggi delle suore e dei medici e, sul braccio trasversale, l'appartamento della madre superiora. Dalla scala principale si accede al quinto piano dove, in corrispondenza della torre dei collegamenti, è situato un piccolo alloggio per il cappellano; da qui si ha accesso al lastrico solare praticabile, corrispondente al nucleo centrale dell'edificio ed all'ala trasversale (le verande elioterapiche sono invece coperte a tetto).

### Centrale termica
A pianta triangolare, presenta una volumetria compatta sviluppata su un unico piano fuori terra. Sul fronte verso l'ospedale, al quale è collegata da una tettoia ed assieme al quale forma un percorso di accesso per le ambulanze, presenta un portale e tre finestre rettangolari; su quello settentrionale un ampio vano di accesso, su quello meridionale cinque finestre di minori dimensioni e sul lato orientale quattro luci ad intervallare i pilastri. La cortina muraria è intonacata e, sui fronti occidentale e meridionale, rivestita da una fascia basamentale in travertino.

## Fortuna critica
Per quanto concerne la fortuna critica, non è stata rintracciata alcuna indicazione o giudizio sull'immobile: ciò testimonia come un edificio così significativo nel panorama dell'architettura toscana del Novecento sia stato completamente trascurato sino a perderne ogni memoria.